# Kirby Buckets/Episodenliste
Diese Episodenliste enthält alle Episoden der US-amerikanischen Jugend-Sitcom Kirby Buckets, sortiert nach der US-amerikanischen Erstausstrahlung. Zwischen 2014 und 2017 entstanden in drei Staffeln insgesamt 59 Episoden mit einer Länge von jeweils etwa 22 Minuten.

## Übersicht
| Staffel | Episodenanzahl | Erstausstrahlung USA | Erstausstrahlung USA | Deutschsprachige Erstausstrahlung | Deutschsprachige Erstausstrahlung |
| Staffel | Episodenanzahl | Staffelpremiere      | Staffelfinale        | Staffelpremiere                   | Staffelfinale                     |
| ------- | -------------- | -------------------- | -------------------- | --------------------------------- | --------------------------------- |
| 1       | 21             | 20. Oktober 2014     | 19. August 2015      | 8. Juni 2015                      | 21. März 2016                     |
| 2       | 25             | 7. Oktober 2015      | 29. August 2016      | 22. März 2016                     | 24. Dezember 2016                 |
| 3       | 13             | 16. Januar 2017      | 2. Februar 2017      | 29. Mai 2017                      | 14. Juni 2017                     |

## Staffel 1
Die Erstausstrahlung der ersten Staffel war vom 20. Oktober 2014 bis zum 19. August 2015 auf dem US-amerikanischen Kabelsender Disney XD zu sehen. Die deutschsprachige Erstausstrahlung sendete der deutsche Pay-TV-Sender Disney XD vom 8. Juni 2015 bis zum 21. März 2016.
| Nr. (ges.) | Nr. (St.) | Deutscher Titel                       | Originaltitel                       | Erstausstrahlung USA | Deutschsprachige Erstausstrahlung (D/A/CH) | Regie                | Drehbuch                                  |
| ---------- | --------- | ------------------------------------- | ----------------------------------- | -------------------- | ------------------------------------------ | -------------------- | ----------------------------------------- |
| 1          | 1         | Die Monsterschwester                  | Cars, Buses and Lawnmowers          | 20. Okt. 2014        | 8. Juni 2015                               | Walt Becker          | Mike Alber & Gabe Snyder                  |
| 2          | 2         | Fläusealarm                           | Flice of the Living Dead            | 27. Okt. 2014        | 31. Okt. 2015                              | Savage Steve Holland | Shawn Simmons                             |
| 3          | 3         | Die Legende von Prank Williams Junior | The Legend of Prank Williams Jr.    | 3. Nov. 2014         | 9. Juni 2015                               | David Kendall        | Joe Stillman                              |
| 4          | 4         | Immer wieder freitags                 | The Year of Fridays                 | 10. Nov. 2014        | 10. Juni 2015                              | Walt Becker          | Kristofor Brown                           |
| 5          | 5         | Kirby Allmächtig                      | Kirby Almighty                      | 17. Nov. 2014        | 11. Juni 2015                              | Savage Steve Holland | Joe Stillman                              |
| 6          | 6         | Simulantitis                          | Killer Puppies                      | 24. Nov. 2014        | 12. Juni 2015                              | Walt Becker          | Mike Alber & Gabe Snyder                  |
| 7          | 7         | Art Attack                            | Art Attack                          | 1. Dez. 2014         | 15. Juni 2015                              | Steven Tsuchida      | Nicole Shabtai                            |
| 8          | 8         | Kirbys Entscheidung                   | Kirby’s Choice                      | 2. Feb. 2015         | 16. Juni 2015                              | Steven Tsuchida      | Ed Bedrosian                              |
| 9          | 9         | Rettet Olaf                           | Mac’s Back                          | 9. Feb. 2015         | 17. Juni 2015                              | Eyal Gordin          | Mike Alber & Gabe Snyder                  |
| 10         | 10        | Ein Fall für zwei                     | Kick the Buckets                    | 23. Feb. 2015        | 18. Juni 2015                              | Joe Stillman         | David Kendall                             |
| 11         | 11        | Das Bradland                          | It’s a Brad, Brad, Brad, Brad World | 16. März 2015        | 19. Juni 2015                              | Eyal Gordin          | Shawn Simmons                             |
| 12         | 12        | Mach mal Platz                        | Gimme Some Room                     | 23. März 2015        | 22. Juni 2015                              | Alex Winter          | Nicole Shabtai                            |
| 13         | 13        | Katzenjagd                            | Day of the Cat                      | 6. Apr. 2015         | 23. Juni 2015                              | Jay Karas            | Steve Leff                                |
| 14         | 14        | Das Besenstiel-Turnier                | The Rise and Fall of 4th Period     | 17. Juni 2015        | 19. Okt. 2015                              | Jay Karas            | Joe Stillman                              |
| 15         | 15        | Der Raubzug                           | The Hurt Box                        | 24. Juni 2015        | 20. Okt. 2015                              | Eyal Gordin          | Mike Alber & Gabe Snyder                  |
| 16         | 16        | Kirbys dunkle Seite                   | Get a Grip                          | 1. Juli 2015         | 21. Okt. 2015                              | Eyal Gordin          | Nicole Shabtai                            |
| 17         | 17        | Team Firby                            | All Hands on Dexter                 | 8. Juli 2015         | 22. Okt. 2015                              | Alex Winter          | Ed Bedrosian                              |
| 18         | 18        | Der Computer-Nerd                     | The AV Kid                          | 15. Juli 2015        | 23. Okt. 2015                              | Walt Becker          | Mike Alber & Gabe Snyder                  |
| 19         | 19        | Die Mutter aller Lügen                | The Mother of All Lies              | 22. Juli 2015        | 24. Okt. 2015                              | Walt Becker          | Joe Stillman                              |
| 20         | 20        | Clownalarm                            | Send in the Clowns                  | 12. Aug. 2015        | 24. Okt. 2015                              | Kristofer Brown      | Kristofor Brown, Mike Alber & Gabe Snyder |
| 21         | 21        | Viva la Dad                           | Viva La Dad                         | 19. Aug. 2015        | 21. März 2016                              | David Kendall        | Ed Bedrosian                              |

## Staffel 2
Die Erstausstrahlung der zweiten Staffel war vom 7. Oktober 2015 bis zum 29. August 2016 auf dem US-amerikanischen Kabelsender Disney XD zu sehen. Die deutschsprachige Erstausstrahlung sendete der deutsche Pay-TV-Sender Disney XD vom 22. März bis zum 24. Dezember 2016.
| Nr. (ges.) | Nr. (St.) | Deutscher Titel                 | Originaltitel                      | Erstausstrahlung USA | Deutschsprachige Erstausstrahlung (D/A/CH) | Regie                | Drehbuch                   |
| ---------- | --------- | ------------------------------- | ---------------------------------- | -------------------- | ------------------------------------------ | -------------------- | -------------------------- |
| 22         | 1         | Kirbys großer Tag               | Failure to Launch                  | 7. Okt. 2015         | 22. März 2016                              | Eyal Gordin          | Mike Alber & Gabe Snyder   |
| 23         | 2         | Ein Herz für Gil                | The Gil in My Life                 | 14. Okt. 2015        | 23. März 2016                              | David Kendall        | Timothy Stack              |
| 24         | 3         | Besessen                        | The School Spirit                  | 21. Okt. 2015        | 31. Okt. 2016                              | Eyal Gordin          | Kristofor Brown            |
| 25         | 4         | Angriff der Pizzaboten          | War and Pizza                      | 28. Okt. 2015        | 24. März 2016                              | Linda Mendoza        | Shawn Simmons              |
| 26         | 5         | Der Kirbinator                  | The Kirbinator                     | 4. Nov. 2015         | 1. Apr. 2016                               | Linda Mendoza        | JD Ryznar                  |
| 27         | 6         | Der heimliche Clown             | Balloonacy!                        | 18. Nov. 2015        | 25. März 2016                              | David Kendall        | Farhan Arshad              |
| 28         | 7         | Wahlfach des Grauens            | Kirby Sells Out                    | 25. Nov. 2015        | 28. März 2016                              | Eyal Gordin          | Kyle Mack                  |
| 29         | 8         | Der Weihnachtswunsch            | It’s a Kirbyful Life!              | 30. Nov. 2015        | 24. Dez. 2016                              | David Kendall        | Marissa Berlin             |
| 30         | 9         | Die Glückshose                  | Atta Boy                           | 2. Dez. 2015         | 29. März 2016                              | Jay Karas            | Ed Bedrosian               |
| 31         | 10        | Der Roboter-Aufstand            | I, Gregory                         | 27. Jan. 2016        | 30. März 2016                              | Eyal Gordin          | Mike Alber & Gabe Snyder   |
| 32         | 11        | Das Opfer                       | Weekend with Inga                  | 10. Feb. 2016        | 31. März 2016                              | Jay Karas            | Shawn Simmons              |
| 33         | 12        | Ein unmöglicher Plan            | Ripper Impossible                  | 17. Feb. 2016        | 4. Apr. 2016                               | Eyal Gordin          | Ben Glass & Ross Zimmerman |
| 34         | 13        | Kirby am Limit                  | Kirby to the Max                   | 24. Feb. 2016        | 5. Apr. 2016                               | David Kendall        | Timothy Stack              |
| 35         | 14        | Das Kirbyverbot                 | Oh Bros, Where Are Thou?           | 2. März 2016         | 7. Nov. 2016                               | David Kendall        | Marissa Berlin             |
| 36         | 15        | Es gibt nur einen Kirby Buckets | Twinsies                           | 9. März 2016         | 8. Nov. 2016                               | Eyal Gordin          | Kyle Mack                  |
| 37         | 16        | Der verrückte Onkel             | Say Uncle                          | 16. März 2016        | 9. Nov. 2016                               | Eyal Gordin          | JD Ryznar                  |
| 38         | 17        | Ein Freund für Mitchell         | When Mitchell Met Dad              | 23. März 2016        | 10. Nov. 2016                              | Eyal Gordin          | Mike Alber & Gabe Snyder   |
| 39         | 18        | Ein Kriegergeschenk             | Mitchell’s Gauntlet                | 30. März 2016        | 11. Nov. 2016                              | Savage Steve Holland | Mike Alber & Gabe Snyder   |
| 40         | 19        | Ein Häufchen Probleme           | Call of Doodie                     | 20. Juni 2016        | 14. Nov. 2016                              | Joe Menendez         | Joe Stillman               |
| 41         | 20        | Tunnel-Babies                   | Tunnel Babies                      | 27. Juni 2016        | 15. Nov. 2016                              | Joe Menendez         | JD Ryznar                  |
| 42         | 21        | Armer reicher Kirby             | Buckets of Money                   | 11. Juli 2016        | 16. Nov. 2016                              | David Kendall        | Bijan Shams-Pirzadeh       |
| 43         | 22        | Der Fackelträger                | Torched                            | 25. Juli 2016        | 17. Nov. 2016                              | David Kendall        | Ed Bedrosian               |
| 44         | 23        | Die Wilden 90er                 | Me Time: The Ballad of Mac and Mom | 15. Aug. 2016        | 18. Nov. 2016                              | Savage Steve Holland | Shawn Simmons              |
| 45         | 24        | Kirbys Wahlkampf                | Battle of the Ballot               | 22. Aug. 2016        | 21. Nov. 2016                              | Kristofor Brown      | Kristofor Brown            |
| 46         | 25        | Die beste Idee gewinnt!         | The Goods                          | 29. Aug. 2016        | 22. Nov. 2016                              | Kristofor Brown      | Mike Alber & Gabe Snyder   |

## Staffel 3
Die Erstausstrahlung der dritten Staffel war vom 16. Januar bis zum 2. Februar 2017 auf dem US-amerikanischen Kabelsender Disney XD zu sehen. Die deutschsprachige Erstausstrahlung sendete der deutsche Pay-TV-Sender Disney XD vom 29. Mai bis zum 14. Juni 2017.
| Nr. (ges.) | Nr. (St.) | Deutscher Titel                     | Originaltitel                             | Erstausstrahlung USA | Deutschsprachige Erstausstrahlung (D/A/CH) | Regie                | Drehbuch                   |
| ---------- | --------- | ----------------------------------- | ----------------------------------------- | -------------------- | ------------------------------------------ | -------------------- | -------------------------- |
| 47         | 1         | Verkehrte Welten                    | Yep, This Is Happening                    | 16. Jan. 2017        | 29. Mai 2017                               | Kristofor Brown      | Mike Alber & Gabe Snyder   |
| 48         | 2         | Böse Saat                           | Bad Seed                                  | 17. Jan. 2017        | 30. Mai 2017                               | Mathew Rudenberg     | Kristofor Brown            |
| 49         | 3         | Königin Dawn                        | Queen for a Dawn                          | 18. Jan. 2017        | 31. Mai 2017                               | Trish Sie            | Timothy Stack              |
| 50         | 4         | Das Polizei-Duo                     | Forest Hills Blues                        | 19. Jan. 2017        | 1. Juni 2017                               | Trish Sie            | Chris Romano               |
| 51         | 5         | Eltern verboten!                    | Cool Chad                                 | 20. Jan. 2017        | 2. Juni 2017                               | Jay Karas            | Mike Alber & Gabe Snyder   |
| 52         | 6         | Ein würdiger Gegner                 | The Unpranked                             | 23. Jan. 2017        | 5. Juni 2017                               | Jay Karas            | Ed Bedrosian               |
| 53         | 7         | Captain Kirbo                       | Commander Kirbo                           | 24. Jan. 2017        | 6. Juni 2017                               | David Kendall        | Kyle Mack                  |
| 54         | 8         | Das Labyrinth des Grauens           | Dr. Mac ’n’ Cheese’s Labyrinth of Horrors | 25. Jan. 2017        | 7. Juni 2017                               | David Kendall        | Erin Wagoner               |
| 55         | 9         | Dimensionsprobleme                  | Closing Time                              | 26. Jan. 2017        | 8. Juni 2017                               | Troy Rowland         | Bijan Shams-Pirzadeh       |
| 56         | 10        | Ein Kirby ist nicht genug           | A Tale of Two Kirbys                      | 30. Jan. 2017        | 9. Juni 2017                               | Skot Bright          | Mike Alber & Gabe Snyder   |
| 57         | 11        | Die Theaterkinder und das Vulkangas | That Sinking Feeling                      | 31. Jan. 2017        | 12. Juni 2017                              | Savage Steve Holland | Ben Glass & Ross Zimmerman |
| 58         | 12        | Der Körpertausch                    | Orbed and Dangerous                       | 1. Feb. 2017         | 13. Juni 2017                              | Savage Steve Holland | Kristofor Brown            |
| 59         | 13        | Portalwächter Kirby                 | Yep, Still Happening                      | 2. Feb. 2017         | 14. Juni 2017                              | Kristofor Brown      | Mike Alber & Gabe Snyder   |